# Blue Demon contra las diabólicas
Blue Demon contra las diabólicas es una película de acción de 1968 dirigida por Chano Urueta y protagonizada por Blue Demon, Ana Martín y David Reynoso.

## Trama
Un traficante utiliza a las bailarinas de su cabaret para transportar joyas y luego las hace matar por un usurpador.

## Reparto
- David Reynoso
- Ana Martín
- Carlos Agostí
- Barbara Angely
- Carlos Cardán
- Alejandro Moreno (Blue Demon)
- Jorge Casanova
- Gloria Chávez
- Martha Cisneros
- Linda Fenger
- Cesar Gay
- Oscar Grijalva
- Guillermo Gálvez
- Leonor Gómez
- Guillermo Hernández